# Gil'ad Erdan
Gil'ad Menaše Erdan (hebrejsky גלעד מנשה ארדן‎, * 30. září 1970 Aškelon) je izraelský politik a poslanec Knesetu za stranu Likud. V letech 2014 až 2015 zastával post ministra vnitra ve třetí Netanjahuově vládě. V předchozích letech stál v čele resortů ochrany životního prostředí, komunikací a obrany domácí fronty.

## Biografie
Narodil se v Aškelonu a po absolvování střední školy nastoupil na povinnou vojenskou službu u Izraelských obranných sil, kde dosáhl hodnosti poručíka. Po absolvování vojenské služby vystudoval právo na Bar-Ilanově univerzitě, získal titul LL.B a začal pracovat jako obhájce.
V letech 1996 až 1999 byl poradcem premiéra Benjamina Netanjahua a ředitelem odboru úřadu premiéra pro petice veřejnosti. V 90. letech byl rovněž poradcem poslance Likudu Ariela Šarona.
Poslancem Knesetu byl poprvé zvolen ve volbách v roce 2003 a svůj poslanecký mandát si udržel i ve volbách v roce 2006, a to navzdory prudkému propadu zastoupení Likudu v parlamentu (před volbami měl Likud 40 mandátů a po nich 12). Tehdy měl čtvrté místo na kandidátní listině strany, před volbami v roce 2009 pak třetí místo.
Jako poslanec otevřeně podporoval oživení vztahů mezi Izraelem a evangelickými křesťany, navrhoval protikuřácké zákony, zákon umožňující trvalé odejmutí řidičského oprávnění osobám, které několikrát po sobě zavinily dopravní nehodu, či zákon umožňující soudu zrušit občanství pro neloajálnost/zradu státu. Před schvalováním posledního zmíněného návrhu zákona se Erdan dostal do sporu s izraelsko-arabským poslancem Azmí Bišárou během projednávání návrhu před parlamentním legislativním a ústavním výborem. Ten kromě Erdanova návrhu projednával i obdobný návrh poslance Národní náboženské strany Zevuluna Orleva. Erdan tehdy přerušil Bišarův projev vykřiknutím věty „Proč se prostě nevrátíš zpátky do Sýrie?,“ v narážce na Bišarovu cestu do Sýrie předešlého léta. V reakci na to se na něj Bišara ohradil hrubou nadávkou „A proč prostě nejdeš do prdele?,“ načež jej vyvedla ochranka.
Mimo Kneset je Erdan předsedou protidrogové organizace Al Sam (je rovněž členem parlamentního výboru proti narkomanii) a založil lobby pro pohřešované vojáky, jehož je předsedou. Je taktéž členem valné hromady Izraelského úřadu pro rozhlasové a televizní vysílání (Israel Broadcasting Authority).
Dne 29. listopadu 2008 Erdan, po další řadě raketových útoků Hamásu na kibuc Nachal Oz, navrhl, aby byli vězni Hamasu a Palestinského islámského džihádu použiti jako živé štíty v rámci zabránění budoucích raketových útoků. Jeho návrh předpokládal internování vězňů v nechráněném vězeňském centru v západním Negevu, tedy v místě, kam dopadá nejvíce raket odpálených z Gazy.
Svůj poslanecký mandát obhájil ve volbách v roce 2009, do kterých šel jako třetí na kandidátní listině Likudu. Úkolem sestavit novou vládu byl pověřen předseda Likudu Benjamin Netanjahu, který Erdana jmenoval ministrem ochrany životního prostředí a ministrem zodpovědným za vztahy mezi vládou a Knesetem. Po nástupu do funkce vyjádřil podporu projevu ministra zahraničních věcí Avigdora Liebermana, který se postavil proti konferenci v Annapolis a mezinárodnímu tlaku. Dodal, že „Izrael nepřijímá rozkazy od Obamy,“ a že „izraelští občané se rozhodli, že se nestanou 51. americkým státem.“
Poslanecký mandát obhájil ve volbách v roce 2013, po nichž se stal ministrem obrany domácí fronty a ministrem komunikací ve třetí Netanjahuově vládě. V první zmíněné působil do 30. června 2014, ve druhé pak do 5. listopadu téhož roku. Od 5. listopadu 2014 byl úřadujícím ministrem vnitra. V této funkci nahradil Gid'ona Sa'ara.
Poslanecký mandát obhájil rovněž ve volbách v roce 2015. V ministerské funkci jej nahradil jeho stranický kolega Silvan Šalom.
Erdan žije v Aškelonu, je ženatý a má dvě děti.